# Ciudad Costera
Ciudad Costera (Coast City) es una ciudad ficticia creada por John Broome y Gil Kane que aparece en historias publicadas por DC Comics. Se representa con mayor frecuencia como el hogar de la versión de la Edad de Plata del superhéroe Green Lantern, Hal Jordan. Ferris Aircraft es uno de los empleadores más grandes de Ciudad Costera.

## Historia
Ciudad Costera, que apareció por primera vez en Showcase n.º 22 (septiembre/octubre de 1959), era una ciudad ubicada en California. Esto la convirtió en una de las pocas ciudades ficticias en el Universo DC que tiene una ubicación específica desde el principio.
Ciudad Costera fue representada generalmente como un análogo de Los Ángeles y San Diego. En Green Lantern: Rebirth (Linterna Verde: Renacimiento) lo identificó como en el norte de California, aunque los números recientes de Green Lantern lo enumeraron como veinte millas de la base de la Fuerza Aérea de Edwards. Esto sería contradictorio y podría indicar que la ubicación de Edwards en el Universo DC es diferente a la nuestra.

### Destrucción
En la década de 1990, Ciudad Costera fue destruida, y casi todos sus residentes, que entonces eran siete millones, murieron a manos de Mongul. La gigantesca nave de Mongul apareció sobre Ciudad Costera y lanzó miles de bombas esféricas que detonaron simultáneamente. Luego se reveló que Mongul estaba cumpliendo las órdenes del ex astronauta Hank Henshaw, más conocido como el Cyborg Superman. Mongul y Henshaw construyeron Engine City en las cenizas de Ciudad Costera, como parte de un plan para convertir la Tierra en el nuevo Warworld, los dos con la intención de asestar un doble golpe contra el recientemente fallecido Superman al reclamar su mundo para sí mismos y enmarcarlo como el agente responsable por la destrucción de su planeta. Este plan fue detenido por el verdadero Superman después de su resurrección, con la ayuda de Superboy, Steel y Hal Jordan, que acababa de regresar del espacio para encontrar su hogar destruido.
Murieron en la explosión numerosos personajes secundarios de los cómics de Green Lantern, incluidos Kari Limbo y varios empleados de Ferris Aircraft. Jordan intentó resucitar la ciudad usando su anillo y se enteró de que su primera novia también había muerto en la explosión, pero los Guardianes revocaron el poder de su anillo antes de que pudiera durar más de unos momentos.
En un futuro cercano, un experimento de viaje en el tiempo del gobierno intentó dar el primer paso para demostrar su valía retrocediendo en el tiempo para evitar que Henshaw se convirtiera en Cyborg y destruyera Ciudad Costera, pero Booster Gold se vio obligado a retroceder en el tiempo y detenerse. el viajero del tiempo renegado para preservar la línea de tiempo. Durante su tiempo en el pasado, Booster salvó a una niña que se convertiría en su hija adoptiva (después de que Skeets confirmara que la historia no tenía registro de su muerte en la destrucción de la ciudad), así como a su hermana Michelle Carter, perdida en el tiempo, pero no pudieron salvar a su novio entonces, ya que la historia registró que había muerto en la explosión.
La destrucción de la ciudad llevó a Hal Jordan a convertirse en el villano Parallax, debido a un colapso mental debido al dolor, aunque más tarde se reveló que también estaba bajo la influencia de la entidad emocional amarilla llamada Parallax. Jordan mató a casi todos los Green Lanterns, absorbió las energías de la Batería de Poder y trató de reescribir la historia. Esto llevó al nombramiento de un nuevo Green Lantern, Kyle Rayner. Se erigió un monumento a las víctimas de Ciudad Costera en el sitio de la ciudad con la ayuda de la mayoría de los principales superhéroes de la época.
Durante un tiempo, una ciudad alienígena llamada Haven que se había estrellado en la Tierra residía sobre las ruinas de Ciudad Costera.
Cuando Hal Jordan murió salvando al mundo, los héroes lo conmemoraron. Se construyó una llama eterna en las ruinas de la ciudad. Swamp Thing usó sus poderes para llenar el área circundante con vegetación.
Cuando Hal Jordan, desde el principio de su carrera, fue arrastrado al futuro durante un encuentro con Kyle Rayner, una versión de Parallax de cuando intentó reiniciar la historia intentó convencer a su yo más joven de que aceptara sus planes al llevándose a sí mismo, a su yo más joven ya Kyle de regreso a Ciudad Costera en el momento de su propia destrucción, congelando el tiempo en el segundo antes de que cayeran las bombas. A pesar de que su yo futuro le mostraba a las personas que morirían cuando la ciudad fuera destruida, el joven Hal se negó a seguir el plan de Parallax, los dos lucharon en la ciudad congelada antes de que Kyle los convenciera de que ambos tenían que volver a su época.
El villano Remnant intentó representar a Superman como un diablo culpándolo por las muertes causadas en el alboroto de Doomsday, particularmente el hecho de que muy pocas personas reconocieron a los otros que habían muerto en el alboroto a favor de 'centrarse' en la resurrección de Superman. Superman se enfrentó a un reportero que escribía un artículo sobre el aniversario del alboroto, felicitándolo por su capacidad para desafiar a Superman con preguntas difíciles, y le pidió que considerara una pregunta final: si Superman no estuviera cerca, habría menos Doomsdays (monstruos buscando enfrentar a Superman), o más ciudades costeras (desastres que ocurrieron porque Superman no estaba disponible para prevenirlos)?
Más tarde se reveló que Hank Henshaw decidió destruir Ciudad Costera para borrar su vida anterior en la Tierra; él y su esposa, Terri Henshaw, eran residentes anteriores de Ciudad Costera.

### Reconstrucción
Ciudad Costera fue posteriormente reconstruida a raíz de la resurrección de Jordan. Mientras El Espectro, Hal Jordan y el parásito Parallax luchaban por el control de los poderes del Espectro, reaparecieron todas las carreteras, las señales de tráfico y el apartamento de Jordan. 'Haven' también desapareció del sitio.
Poblar la ciudad reconstruida se convirtió en una de las últimas iniciativas de Jonathan Vincent Horne, el Presidente de los Estados Unidos. Las organizaciones benéficas e industrias de todo el mundo, incluidas las Empresas Wayne, contribuyeron a un fondo para reconstruir la ciudad. A pesar de todos esos esfuerzos, Ciudad Costera siguió siendo una ciudad fantasma debido a su reputación como el lugar de un asesinato en masa. Entre las excepciones estaba Hal Jordan, que vivía en Ciudad Costera cuando no trabajaba en la cercana Base de la Fuerza Aérea Edwards como uno de sus pilotos de prueba. El sobrino de Hal asiste a una escuela con un alumnado de menos de veinte.
La Armada de los Estados Unidos estableció presencia en la región, como medida de estímulo económico y de seguridad nacional.
Un Año Después de los sucesos de la Crisis infinita, la reconstrucción de Ciudad Costera ha concluido. Durante Sinestro Corps War, Sinestro y la organización terrorista que lleva su nombre lo destruyeron. Hal Jordan usó su anillo para contactar a todos los ciudadanos, instándolos a evacuar la ciudad. En masa, decidieron quedarse. Muchos brillaron luces verdes desde sus hogares para indicar su apoyo. Jordan y Kyle Rayner defendieron la ciudad de los ataques del cuerpo rebelde, y Sinestro fue derrotado en los tejados de Ciudad Costera.
Como consecuencia, la población de la ciudad aumentó drásticamente y muchas empresas y ciudadanos regresaron. El espacio habitable disponible se llenó rápidamente. La nueva ciudad costera fue apodada "La ciudad sin miedo" por los medios de comunicación. El daño de la batalla de Sinestro Corps fue reparado por Green Lantern John Stewart, con la ayuda de Green Lantern Corps y los superhéroes de la Tierra.
En el momento de la Crisis final, la población de Ciudad Costera fue citada en carteles publicitarios locales como 2,686,164.

### Blackest Night
Desde el comienzo de la miniserie de 2010 Blackest Night, la población había aumentado a 2.765.321. Se erigió un nuevo monumento para conmemorar la historia de la ciudad; incluye una linterna verde, iluminada por Hal Jordan, John Stewart, Guy Gardner y Kyle Rayner. En el transcurso de la historia, la batería de energía central del Black Lantern Corps se teletransporta a las afueras de Ciudad Costera, sacando al demonio Nekron, (la personificación negra de la Muerte y enemigo desde hace mucho tiempo del Green Lantern Corps), el no-muerto Guardian Scar y Black Hand. El Anti-Monitor también sale de la batería pero es derrotado antes de salir. Luego, Nekron envía anillos negros al monumento de la ciudad, reanimando a los muertos como Black Lanterns. Nekron es luego derrotado en las calles de Ciudad Costera.
La población se muestra nuevamente en 2.765.321, ya que una versión asesina de Bruce Wayne ataca la ciudad. Este Wayne, empuñando un anillo de Green Lantern, se deshace de Hal Jordan y envía formas demoníacas para atacar a la población. Una vista posterior de Ciudad Costera muestra muchos rascacielos derribados.

## Geografía
En la década de 1970, una columna de "Pregunte al hombre que responde" colocó a Ciudad Costera en California. El Atlas del Universo DC, publicado por Mayfair Games en 1990, colocó a Ciudad Costera en el norte de California, entre San Francisco y Ciudad Estrella de Green Arrow.
Ferris Aircraft es una empresa aeroespacial para la que Hal Jordan trabajó como piloto de pruebas, se encuentra a veinticinco millas de la ciudad. Su interés romántico, Carol Ferris, era la gerente de la empresa. Ciudad Costera también incluía una extensa playa y era un lugar popular para practicar surf. También tenía una montaña cercana, llamada 'Monte Pacífico'.
Cuando la ciudad fue destruida, una transmisión de noticias en el cómic mostró un mapa que ubicaba Ciudad Costera un poco al sur de Santa Bárbara, California.
En Yo, Vampiro # 3, que fue parte del relanzamiento de The New 52 en 2011, Ciudad Costera se estableció para estar en la zona horaria estándar de la montaña, por lo que la ciudad no tiene salida al mar.

## Apariciones en otros medios

### Televisión
- En el episodio "Redux" de la segunda temporada de Smallville, Clark dice que su abuelo materno adoptivo se retiró con su esposa a Ciudad Costera. En la séptima temporada de Smallville, Kara dice que acaba de regresar después de pasar un fin de semana con Jimmy Olsen en Ciudad Costera.
- Ciudad Costera apareció brevemente en Batman: The Brave and the Bold episodio "Hail the Tornado Tyrant!". Tornado Tyrant intentó destruirla con un maremoto masivo, pero fue detenido por Batman y Tornado Rojo. También apareció en "Sidekicks Assemble!" por ser el lugar donde Ra's al Ghul infesta la ciudad con sus plantas malignas. Más tarde aparece en "Scorn of the Star Sapphire" cuando los Zamarons toman el control de Carol Ferris.
- Ciudad Costera aparece en Green Lantern: The Animated Series.
- Se hace referencia a Ciudad Costera en varias series de televisión que tienen lugar en Arrowverso:
  - En Arrow, Ciudad Costera se menciona en los episodios "Legacies", "The Huntress Returns", "Corto Maltese" y el final de la temporada 3 "My Name is Oliver Queen". En "Legados", Tommy Merlyn le pregunta a Laurel si le gustaría ir con él en su jet privado a Ciudad Costera. En "The Huntress Returns", la novia detective de Oliver recibe un disparo de Huntress y dice que se mudará con su hermana en Ciudad Costera. En "Mi nombre es Oliver Queen", durante una escena de flashback, se muestra a Oliver subiendo a un barco con destino a Ciudad Costera; un flashback en "Green Arrow" muestra a Oliver adoptando una primera versión del disfraz de Hood en Ciudad Costera, pasando un letrero publicitario que proclama "En el día más brillante, en la noche más oscura, Ven a Ciudad Costera, cuando el dinero escasea". En el episodio final de la temporada 4 "Cisma", John Diggle le mencionó a Lyla que su hija Sara está en un búnker de ARGUS en Ciudad Costera.
  - Ciudad Costera se menciona en el episodio "Fallout" de The Flash cuando Iris West le pregunta a Caitlin Snow de dónde es Ronnie Raymond. La ciudad misma también se ve brevemente por primera vez en el universo Arrow / Flash (Arrowverso) en el episodio "¿Quién es Harrison Wells?", cuando Barry Allen corre a la ciudad para comprar pizza, supuestamente la "mejor del oeste". En el episodio "Enter Zoom", Linda Park se mudó a la ciudad después de ser secuestrada por Zoom y su batalla con Barry.
  - Ciudad Costera fue mencionada por Cisco Ramon en el tercer episodio de Vixen.
  - Ciudad Costera fue mencionada en el episodio "Progeny" de Legends of Tomorrow por Hombre Halcón como otro lugar para escapar de Vándalo Salvaje.
- Ciudad Costera fue mencionada en el episodio "Emergency Punch Up" de Powerless como un destino para el retiro de la compañía.

### Película
- Ciudad Costera es mencionada por su nombre por Hal Jordan, en la película animada Green Lantern: First Flight, cuando habla con Appa Ali Apsa. Hal compara a los Green Lanterns con los policías en sus precintos y dice que su tío era un policía de la policía de Ciudad Costera.
- Ciudad Costera aparece en la película Green Lantern de 2011. El nombre de la ciudad aparece durante un noticiero de televisión.
- Ciudad Costera se menciona en la película de 2014 Justice League: War, pero cuando se menciona y se muestra la ubicación, Ciudad Costera parecía estar ubicada en algún lugar de la mitad sur de Florida.
- Un recorte de periódico de "The Coast City Ledger" se muestra en una escena de mitad de créditos de la película Aquaman de 2018.

### Videojuegos
- En el videojuego Batman Begins, se puede escuchar a un policía corrupto decir: "Sí, compré el barco. Mi esposa y yo lo llevaremos a Ciudad Costera el próximo fin de semana".
- Ciudad Costera aparece en DC Universe Online.
- Se hace referencia a Ciudad Costera en Batman: Arkham Origins, donde en Burnley hay una valla publicitaria con los nombres de ciudades, incluida Ciudad Costera.